# Mitino (Metro de Moscú)

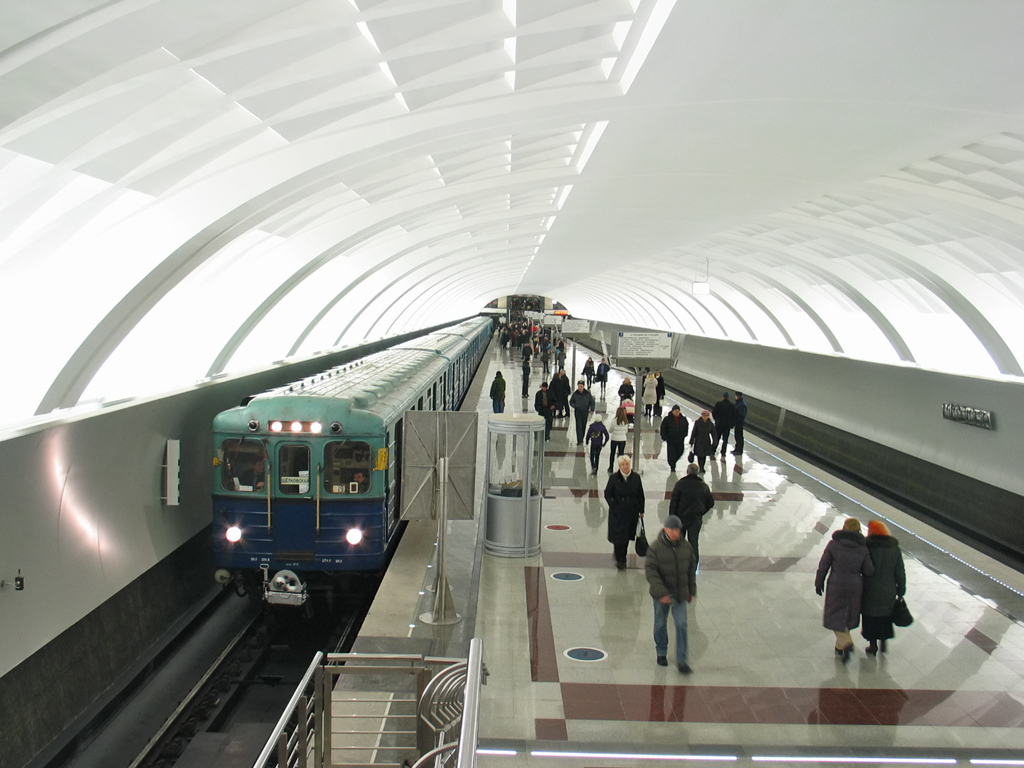
Imagen de la estación.

Mitino (del ruso: Митино) es una estación del Metro de Moscú situada en el Distrito de Mitino (Okrug Administrativo Noroeste, Moscú y abierta el 26 de diciembre de 2009. Es una estación de la línea Arbatsko-Pokrovskaya de la cual es su extremo noroeste. Es la estación situada más al oeste de todo el sistema de metro.
- Datos: Q2346375
- Multimedia: Mitino (Moscow Metro) / Q2346375